# Alfa-Neoendorfin
α-Neoendorfin je endogeni opioidni peptid čija sekvenca je: Tyr-Gly-Gly-Phe-Leu-Arg-Lys-Tyr-Pro-Lys.